# Vụ bắn hạ Trần Thị Bích Câu
Vào ngày 13 tháng 7 năm 2003, Trần Thị Bích Câu (hay còn gọi là Câu Bích Trần) đã bị sĩ quan cảnh sát San Jose bắn chết tại ngôi nhà của mình ở California, Hoa Kỳ. Sự việc xảy ra khi Câu vung dụng cụ bào rau vào hai sĩ quan cảnh sát. Cô bị bắn vào ngực và qua đời vì vết thương. Sự việc gây ra tranh cãi và phẫn nộ trong cộng đồng người Mỹ gốc Việt tại San Jose, nhiều người cáo buộc sĩ quan cảnh sát đã sử dụng vũ lực quá mức với dân thường. Gia đình cô đã kiện chính quyền thành phố San Jose và được bồi thường với số tiền 1,8 triệu đô la.

## Hoàn cảnh
Cô là một người Việt Nam nhập cư 25 tuổi, vốn từ vựng tiếng Anh ít ỏi. Cô khai sinh với cái tên Trần Thị Bích Câu vào ngày 2 tháng 5 năm 1978, là con cả của ông Trần Mạnh Kim và bà Nguyễn Thị Hoàng. Cô nhập cư vào Hoa Kỳ vào năm 1997, làm việc tại nhà máy lắp ráp NUMMI tại Fremont, California. Cô có hai người con trai, 2 tuổi và 4 tuổi. Cô sống chung với bạn trai Bùi Đăng Quang trong một căn hộ và cao 145 cm, nặng 44 kg. Cô đã từng gặp phải vấn đề về sức khỏe tâm thần và đã ngừng uống thuốc an thần trước đó. Cô có tiền sử sức khỏe tâm thần không ổn định và đã gặp nhiều vấn đề liên quan đến việc kiểm soát hành vi và cảm xúc của mình.
Hai sĩ quan Chad Marshall và Tom Mun đã được tuyển dụng bởi Sở Cảnh sát San Jose. Khi đó, Marshall đã 30 tuổi và đã có 4 năm kinh nghiệm trong lực lượng cảnh sát, trong khi đó Mun chỉ có hai năm rưỡi kinh nghiệm.

## Tóm tắt sự việc
Vào khoảng 6 giờ tối, hàng xóm đã nhìn thấy Bích Câu đang la hét (bằng tiếng Việt) và vung tay một cách khó hiểu khi đang lang thang trên các con đường trong khu phố. Theo người hàng xóm giấu tên, Bích Câu đã "đi bộ như thây ma" trên vỉa hè và không để ý đến đứa con trai nhỏ nhất của mình đang lang thang trong giao lộ đường Taylor và 12th Streets, khóc và gọi "mẹ ơi". Người hàng xóm đã khuyên cô "hãy để ý đến con cái của mình đi", và bạn trai của Bích Câu, Bùi Đăng Quang, đã đưa cô về nhà. Người hàng xóm đã thông báo cho cảnh sát về đứa trẻ lang thang, dẫn đến việc một đội cứu hộ đã đến địa điểm trên để xác minh tình trạng của đứa trẻ. Gia đình của Bích Câu cho biết cô đang cố gắng leo vào một căn phòng qua cửa sổ từ bên ngoài vì cửa phòng đã bị khóa và cô không để ý rằng đứa con út của cô đã đi theo cô ra ngoài.

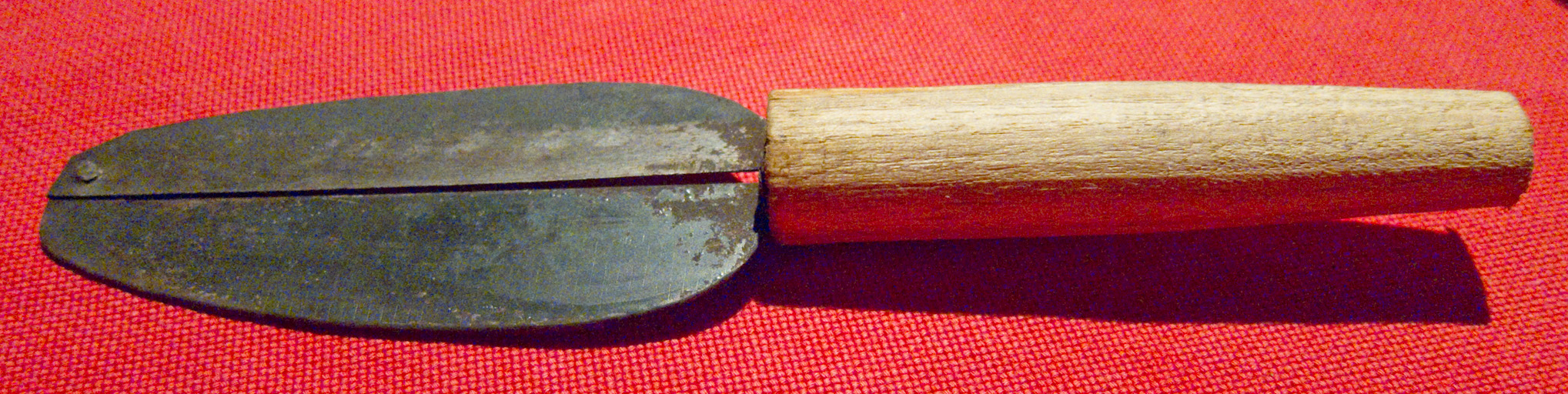
Dụng cụ gọt rau phổ biến tại Việt Nam

Khi các nhân viên cảnh sát đang trên đường đến, hàng xóm báo cáo rằng họ nghe thấy Bích Câu la hét trong căn nhà của mình, làm dấy lên nghi vấn về bạo lực gia đình. Khi đến nơi, hai sĩ quan cảnh sát, Chad Marshall và Tom Mun, đã đến tòa nhà chung cư trên đường East Taylor, nơi cô sống cùng bạn trai và hai người con của mình. Cả hai sĩ quan đều xác nhận rằng họ nghe thấy Bích Câu trong tình trạng hoảng loạn, với tiếng đập phá và la hét phát ra từ bên trong căn nhà.
Hai sĩ quan đã đập cửa căn hộ trong vài phút, nhưng không ai trả lời. Trong lúc hai sĩ quan tính đến việc phá cửa, bạn trai của cô - Bùi Đăng Quang - mở cửa và đưa sĩ quan đến bếp, nơi Bích Câu đang đứng và nói rằng "cô ta điên rồi". Khi ở trong bếp, cô cầm dao bào (lưỡi dao dài 15cm và cách các sĩ quan 1,5m - 2m). Theo lời khai của hai sĩ quan, cô định vung dao bào về phía họ. Tuy nhiên, gia đình của Bích Câu bác bỏ lời khai này và cho biết rằng cô đã dùng dao để cố gắng mở cửa phòng ngủ bị khóa. Sau khi bước vào căn hộ, sĩ quan Mun nghi ngờ Bích Câu có thể sẽ ném lưỡi dao vào bất kỳ ai trong số đương sự đang đứng gần đó. Khoảng thời gian từ "ba đến tám giây", Marshall đã phản ứng bằng cách bắn một viên đạn vào ngực của Bích Câu, dẫn đến cái chết của cô.
Theo lời khai của Bùi Đăng Quang, Marshall không cảnh cáo Bích Câu hoặc yêu cầu cô đặt vũ khí xuống trước khi bắn, trong khi đó Mun nói rằng Marshall đã hai lần ra lệnh cho cô "bỏ dao xuống". Đăng Quang cho biết rằng sau khi sinh đứa con thứ hai, Bích Câu đã bắt đầu có dấu hiệu của bệnh tâm thần, nhưng thường ngừng uống thuốc kháng loạn thần vì nó làm cô mệt mỏi. Đăng Quang cũng kể lại một số sự cố đã xảy ra vào năm 2001, cảnh sát đã phải can thiệp vì hành vi của cô.
Sau vụ bắn, sĩ quan Christopher Hardin đã đến hiện trường ngay lập tức và tiến vào căn hộ ngay sau khi nghe tiếng súng. Sau đó, nhân viên cấp cứu Maria Rios đã đến và đã phải đợi ngoài căn hộ sáu phút trong khi cảnh sát "bảo vệ" hiện trường. 15 phút sau vụ bắn, Rios xác nhận Bích Câu đã tử vong. Richard Mason - bác sĩ pháp y, đã làm chứng rằng viên đạn đã găm vào tim của Bích Câu. Tình trạng vết thương của cô nặng nề đến mức các biện pháp cấp cứu y tế khẩn cấp cũng không hiệu quả, kể cả khi nhân viên cấp cứu không chậm trễ trong việc tiếp cận căn hộ.

## Điều tra
Văn phòng Công tố viên Quận Santa Clara đã tổ chức một phiên họp của đại bồi thẩm đoàn gồm 18 thành viên để quyết định xem Marshall có nên bị truy tố về tội giết người hay không. Phiên tòa của hội đồng đại diện được tổ chức công khai theo yêu cầu của Công tố viên Quận Santa Clara George Kennedy và chủ tịch đại bồi thẩm đoàn để "...giúp loại bỏ bất kỳ lo ngại hoặc sự thiếu tin tưởng nào từ phía công chúng về vụ án". Văn phòng Công tố viên Santa Clara đã cung cấp bằng chứng cho đại bồi thẩm đoàn trong vòng hai tuần. Các luật sư hỏi các nhân viên cảnh sát tại hiện trường vì sao họ không sử dụng hơi cay hoặc các chiến thuật không gây tổn thương khác để cưỡng chế Bích Câu. Tom Mun khai rằng sự việc "xảy ra quá nhanh" và đây là một mối đe dọa trực tiếp đến tính mạng của đương sự tại thời điểm xảy ra vụ việc.
Vào ngày 30 tháng 10 năm 2003, sau hai giờ thảo luận về các cáo buộc về tội ngộ sát hoặc giết người trong vụ nã súng Trần Thị Bích Câu sau cuộc thẩm vấn kéo dài bảy ngày, đại bồi thẩm đoàn đã từ chối buộc tội Marshall.
Vào ngày 12 tháng 11 năm 2003, gia đình của Bích Câu đã đệ đơn kiện dân sự nhằm vào chính quyền thành phố San Jose, Sĩ quan Chad Marshall và Tổng Cơ quan Cảnh sát San Jose. Đơn kiện cáo buộc các bị cáo tội giết người trái phép và cố gắng tránh trách nhiệm bằng cách phóng đại "vũ khí" của Bích Câu (cảnh sát đã gọi là "dao rựa") và tăng thời gian trôi qua từ lúc vào căn hộ và lúc nổ súng. Cụ thể, cảnh sát cho rằng "thời gian đã trôi qua hơn 55 giây". Năm 2005, gia đình của nạn nhân đã được cấp khoản bồi thường trị giá 1.825.000 đô la Mỹ. Trong đó, 800.000 đô la được trao cho hai con trai của nạn nhân. Theo Luật sư Rick Doyle của thành phố San Jose, chính quyền thành phố muốn tránh kéo dài vụ kiện.

## Phản ứng
Cô được chôn cất vào ngày 2 tháng 8 năm 2003 tại nghĩa trang Oak Hill Memorial Park. Quỹ Tưởng niệm Trần Thị Bích Câu được thành lập để tưởng nhớ đến cô.
Vụ bắn hạ Trần Thị Bích Câu đã dẫn đến nhiều cuộc biểu tình được tổ chức bởi các nhà lãnh đạo cộng đồng người Việt và các nhà hoạt động nhập cư. Nhiều người trong cộng đồng người Việt tại khu vực San Jose không tin vụ nổ súng là kết quả của việc lạm dụng bạo lực quá mức và vượt quá quyền hạn. Ba ngày sau khi Bích Câu bị bắn chết, hơn 300 người đã tổ chức một cuộc tuần hành từ căn hộ của cô đến tòa thị chính San Jose.
Một buổi cầu nguyện với 400 người đã được tổ chức chỉ trong vài ngày sau vụ nổ súng. Đây là một trong những phản ứng đầu tiên của cộng đồng người Mỹ gốc Việt đối với các vấn đề tại Mỹ, không phải hoạt động chống cộng nhằm vào Nhà nước Cộng hòa xã hội chủ nghĩa Việt Nam.
Vụ nổ súng dẫn đến việc thành lập tổ chức Coalition for Justice and Accountability, do Richard Konda, đồng sáng lập của Asian Law Alliance, khởi xướng. Đây là một tổ chức đòi lại công lý trong vụ án và yêu cầu Sở Cảnh sát San Jose  thấu hiểu văn hóa và áp dụng biện pháp ôn hòa hơn để khống chế những người bị rối loạn tâm thần. Tổ chức này đã tổ chức nhiều cuộc biểu tình tại Tòa thị chính San Jose và vào tháng 11 năm 2003, sau khi đại bồi thẩm doàn không truy tố Chad Marshall, nhóm đa dạng về sắc tộc đã yêu cầu mở rộng điều tra về vụ nã súng: cho rằng suốt quá trình cô tương tác với cảnh sát, khi cô tức giận nhưng vẫn không có biểu hiện bạo lực, chứng tỏ cảnh sát đã quá vội vã để coi người dân tộc thiểu số là mối đe dọa.
Vào ngày 11 tháng 8 năm 2015, Thống đốc Jerry Brown đã ký Dự luật Thượng viện 227 vào Dự Luật California, đưa California trở thành tiểu bang đầu tiên cấm sử dụng đại bồi thẩm đoàn truy tố các sĩ quan phải đối mặt với cáo buộc về các vụ xả súng gây chết người. Theo luật này, Công tố viên quận đương nhiệm có thẩm quyền quyết định truy tố đối với các sĩ quan liên quan đến các vụ nổ súng chết người.